# 本間愛美
本間 愛美（ほんま まなみ、旧姓：坪谷、1986年6月14日 - ）は、日本の元女子バスケットボール選手である。ポジションはガードフォワード。コートネームは旧姓から取った「ツボ」。新潟県五泉市出身。

## 人物
東京学館新潟高校から、山形大学を経て、2009年に母校・東京学館新潟に保健体育科教諭として赴任し、同校OGによるクラブチーム「ULTIMATES」に所属して国体準優勝やオールジャパンも経験。
2012年新潟アルビレックスBBラビッツに加入し、教員を続けながらWリーグでプレー。
2013年、新潟を退団。

## 経歴
- 東京学館新潟高 - 山形大 - ULTIMATES（2009年〜2012年） - 新潟（2012年〜2013年）